# اریک یندریشک
اریک یندریشک (اسلواکی: Erik Jendrišek؛ زادهٔ ۲۶ اکتبر ۱۹۸۶) یک بازیکن فوتبال اهل اسلواکی است.
وی همچنین در تیم ملی فوتبال اسلواکی بازی کرده‌است.